# Komil Yormatov
Komil Yormatov (ros. Камиль Ярматов, ur. 2 maja 1903 w Konibodomie, zm. 17 listopada 1978 w Taszkencie) – radziecki reżyser filmowy.
Był narodowości uzbeckiej. W latach 20. zaczął zajmować się filmem, w 1931 ukończył studia na Wydziale Reżyserskim Wyższego Państwowego Instytutu Kinematografii i w tym samym roku wyreżyserował swój pierwszy film, Daleko na granicy. Wniósł duży wkład w rozwój uzbeckiego filmu, w 1957 został kierownikiem artystycznym studia filmowego "Uzbekfilm", które w 1979 zostało nazwane jego imieniem. Reżyserował m.in. filmy o uzbeckich przywódcach, aktywistach i rewolucjonistach. Od 1963 był deputowanym do Rady Najwyższej Uzbeckiej SRR od 6 do 9 kadencji.

## Wybrana filmografia
- Przyjaciele spotykają się ponownie (1939)
- Droga bez snu (1947)
- Wiersz dwóch serc (1966)
- Jeźdźcy rewolucji (1968)
- Śmierć czarnego konsula (1971)
- Jeden z ludzi (1973)

## Odznaczenia i nagrody
- Medal Sierp i Młot Bohatera Pracy Socjalistycznej (28 kwietnia 1973)
- Order Lenina (trzykrotnie, 4 listopada 1967, 22 czerwca 1971 i 28 kwietnia 1973)
- Order Czerwonego Sztandaru Pracy (13 maja 1964)
- Order „Znak Honoru” (dwukrotnie, 23 maja 1940 i 16 stycznia 1950)
- Nagroda Stalinowska II klasy (1948)
- Nagroda Państwowa Uzbeckiej SRR (1967)

I medale.